# Werner von Haeften
Werner Karl von Haeften Berlín, Alemanya 9 d'octubre de 1908 - 21 de juliol de 1944 va ser un tinent de la Wehrmacht i un dels principals membres del complot del 20 de juliol de 1944 per assassinar Adolf Hitler. És considerat un heroi de la resistència alemanya.

## Biografia
Haeften i el seu germà gran Hans Bernd von Haeften van néixer a Berlín com a fills de l'oficial de l'armada Hans von Haeften, president del Reichsarchiv. Va estudiar lleis i va treballar en la banca d'Hamburg fins a l'inici de la Segona Guerra Mundial quan es va allistar en l'exèrcit alemany.
El 1943, recuperant-se d'una ferida soferta en el front oriental es va unir a Claus von Stauffenberg com a membre de l'Operació Valquiria. El 20 de juliol va acompanyar Staunffenberg a Rastenburg on ubicar la bomba al bunker Wolfsschanze marxant a Berlín després de l'explosió sense confirmar la mort de Hitler i iniciant el cop d'estat que hauria de fallar.
Aquest mateix dia Stauffenberg costat del general Friedrich Olbricht i Oberst Albrecht Mertz von Quirnheim, van ser arrestats i afusellats pel General Friedrich Fromm al Bendlerblock. Quan Stauffenberg seria afusellat, Haeften va tractar d'interposar caient en l'acte.
El seu germà Hans Bernd von Haeften qui era un jurista, va ser jutjat sumàriament per l'infame jutge Roland Freisler i executat el 15 d'agost de 1944 a la presó de Plötzensee.